# 达尔斯坦
达尔斯坦（法語：Dalstein）是法国摩泽尔省的一个市镇，属于布莱摩泽尔区（Boulay-Moselle）布宗维尔县（Bouzonville）。该市镇总面积3.97平方公里，2009年时的人口为331人。

## 人口
达尔斯坦人口变化图示